# 巨爪
《巨爪》（英語：The Giant Claw）是一部1957年美國怪獸電影，由哥倫比亞影業發行，佛瑞德·F·西爾斯執導，山姆·卡茲曼監製。西爾斯和卡茲曼都是知名的低成本B級類型片製作者。電影1957年6月1日在美國隨同導演的《世界爆炸之夜》一起作為雙片連映發行。《巨爪》在影評界的口碑以負評居多，因其特效品質（巨鳥的木偶）而受到嘲笑。

## 演員
- 傑夫·莫羅（英语：Jeff Morrow）飾演米基·麥克菲（Mitch MacAfee）
- 瑪拉·科黛（英语：Mara Corday）飾演莎莉·考德威爾（Sally Caldwell）
- 莫里斯·安克倫（英语：Morris Ankrum）飾演愛德華·康斯丁中將（Lt. Gen Edward Considine）
- 路易·D·梅里爾（英语：Lou Merrill）飾演皮埃爾·布魯薩德（Pierre Broussard）
- 艾德格·巴里爾（英语：Edgar Barrier）飾演卡羅爾·諾伊曼博士（Dr. Karol Noymann）
- 羅伯特·謝恩（英语：Robert Shayne）飾演范·巴斯柯克將軍（Gen. Van Buskirk）
- 法蘭克·葛里芬（Frank Griffin）飾演飛行員皮特（Pete）
- 克拉克·豪瓦特（Clark Howat）飾演卑爾根少校（Maj. Bergen）
- 摩根·瓊斯（Morgan Jones）飾演雷達軍官中尉

## 製作
根據特納經典電影公司的理查德·哈蘭·史密斯（Richard Harland Smith）說法，本片的故事靈感可能來自於粒子物理領域、物質善後和反物質的科學發現的媒體報導。其他影響包括山繆·霍普金斯·亞當斯的故事《祖父與冬天的故事》（Grandfather and a Winter's Tale）中，「法裔加拿大民間傳說中神秘、像鳥一樣的女妖卡卡涅（la Carcagne）」；該故事1951年1月發表在《紐約客》上。《巨爪》中的一個角色（皮埃爾·布魯薩德）將這隻兇猛的鳥誤認為是卡卡涅，據說卡卡涅是一種類似女巨人的怪物，長著狼頭和蝙蝠般的黑色翅膀，就像報喪女妖一樣，是死亡的預兆。
電影以《爪印》（Mark of the Claw）為暫定名，在紐約和加拿大邊境的格里菲斯公園進行主要拍攝，1957年2月1日至20日在字母組合影業附近的哥倫比亞附樓（Columbia Annex）拍攝室內戲。以製作低成本電影聞名的製片人山姆·卡茲曼最初計劃利用雷·哈利豪森的停格動畫特效，但因預算限制，他轉而在墨西哥墨西哥城聘請了一家低成本特效工作室來製作將成為電影中展現的神話生物。但成品卻是做工粗糙的「提線木偶」。木偶的做工實在太平庸，以至於人們普遍誤以為此木偶是在墨西哥城所製作，僅花費了50美元，這一誤解變得廣為流傳。但此說法缺乏可靠的證據支持，已不再被接受。
演員傑夫·莫羅後來在接受採訪時承認，直到電影首映之前，演員中沒有人知道這隻怪物長什麼樣子。莫羅本人在家鄉第一次觀看本片，每當怪物出現在銀幕上時，他都會聽到觀眾的笑聲；為了防止有人認出自己而感到尷尬，莫羅在電影結束前提早離席（據稱他回家後開始喝酒）。

## 外部連結
- TCM电影资料库上《巨爪》的资料（英文）
- 互联网电影数据库（IMDb）上《巨爪》的资料（英文）
- AllMovie上《巨爪》的资料（英文）
- 爛番茄上《巨爪》的資料（英文）